# 獅鼻鱷屬
獅鼻鱷屬（學名：Simosuchus）意為「獅子狗鼻的鱷魚」，是種小型鱷形超目動物，生存於7000万年前白堊紀晚期的馬達加斯加。獅鼻鱷的特徵是其形狀獨特的鼻部。

人与狮鼻鳄大小比较

完全成長的獅鼻鱷身長約1公尺。模式種是S. clarki。
獅鼻鱷的口鼻部短而縱深，牙齒呈叶狀，不適合肉食。古動物學家因此推論獅鼻鱷是種陸生、植食性動物。

## 外部連結
- Mikko's Phylogenic Archives  （页面存档备份，存于）
- Digimorph Entry  （页面存档备份，存于）